# Joe Lisi
Joe Lisi (New York, 9 september 1950) is een Amerikaans acteur.

## Biografie
Lisi groeide op in New York en werkte vierentwintig jaar bij de politie. Daarnaast was hij lid van de United States Marine Corps bij de reserves en nam hij eervol ontslag in de rang van korporaal. 
Op 29-jarige leeftijd nam Lisi acteerlessen. Hij begon in 1983 met acteren in de film Trackdown: Finding the Goodbar Killer. Hierna heeft hij nog meerdere rollen gespeeld in films en televisieseries zoals Marvin's Room (1996), Law & Order (1990-1998), Happiness (1998), For Love of the Game (1999), The Sopranos (1999-2000), Third Watch (1999-2005) en Law & Order: Special Victims Unit (1999-2009).
Lisi maakte in 2002 zijn Broadwaydebuut in het toneelstuk Take Me Out. Het is bij deze ene keer gebleven op Broadway.

## Filmografie

### Films
Uitgezonderd korte films.
- 2018 Yinz - als oude mr. Tomasetti
- 2017 Joe's War - als Raymond
- 2015 Beatbox - als Albert
- 2012 Man on a Ledge – als baliemedewerker politiebureau
- 2010 The Sorcerer's Apprentice - als politiekapitein
- 2008 Synecdoche, New York – als Maurice
- 2005 Searching for Bobby D – als mr. Barone
- 2004 Taxi – als Mr. Scalia
- 2002 Ash Wednesday – als wijsneus
- 2001 15 Minutes – als politiekapitein
- 1999 For Love of the Game – als Pete
- 1999 Code of Ethics – als rechercheur Stone
- 1999 Summer of Sam – als Tony Olives
- 1999 The Yards – als Elliot Gorwitz
- 1998 The Adventures of Sebastian Cole – als concrete man
- 1998 Happiness – als politieagent
- 1997 Let Me Call You Sweetheart – als Frank Green
- 1997 Childhood's End – als mr. Meyer
- 1997 His and Hers – als kapitein Barillo
- 1996 Marvin's Room – als Bruno
- 1996 Trees Lounge – als Harry
- 1995 Kiss of Death – als agent bij bungalow
- 1995 The Jerky Boys – als voorman bij constructiewerk
- 1994 Safe Passage – als hond eigenaar
- 1994 Quiz Show – als verslaggever
- 1993 Who's the Man? – als kapitein Reilly
- 1992 Traces of Red – als luitenant J.C, Hooks
- 1991 Dead and Alive: The Race for Gus Farace – als Bobby Fontino
- 1990 Criminal Justice – als rechercheur Lane
- 1990 Come See the Paradise – als rechercheur
- 1989 Family Business – als brigadier
- 1989 White Hot – als beurshandelaar
- 1987 Forever, Lulu – als politieagent
- 1987 Under Shelter – als Walter
- 1985 Out of the Darkness – als politieagent
- 1984 Home Free All – als gangster
- 1983 Trackdown: Finding the Goodbar Killer – als detective

### Televisieseries
Uitgezonderd eenmalige gastrollen.
- 2005 – 2009 Law & Order: Special Victims Unit – als agent Crai Lennon – 3 afl.
- 1999 – 2005 Third Watch – als inspecteur Swersky – 68 afl.
- 1999 – 2000 The Sopranos – als Dick Barone – 3 afl.
- 1998 New York Undercover – als politiechef – 5 afl.
- 1992 – 1998 Law & Order – als Chris Minetti – 2 afl.
- 1996 Swift Justice – als Frank Lucinda – 3 afl.
- 1995 New York News – als Puglese – 2 afl.
- 1995 Due South – als Lennox – 2 afl.
- 1989 – 1990 True Blue – als inspecteur Motta – 12 afl.